# Prix Servant
Le prix Servant est un prix (10 000 € en 2017) décerné tous les deux ans par l'Académie des sciences alternativement dans le domaine des sciences mathématiques et dans le domaine des sciences physiques. Créé en 1952, il est devenu grand prix thématique en 2001.

## Lauréats
- 2024 : Laurent Chevillard, directeur de recherche au CNRS (École normale supérieure de Lyon et Institut Camille Jordan)[2], Pierre Cladé, directeur de recherche CNRS, laboratoire Kastler Brossel à Paris et Saïda Guellati-Khelifa, professeure des universités au Conservatoire national des arts et métiers (CNAM)[3]

- 2023 : Christophe Sabot, professeur à l'université Lyon 1[4]
- 2019 : Pierre Touboul, Manuel Rodrigues, Gilles Métris et Yves André[5],[6]
- 2018 : Dominique Bakry, professeur émérite à l'université Paul Sabatier à Toulouse[7]
- 2017 : Gilles Montambaux, chercheur au CNRS au Laboratoire de physique des solides[8]
- 2015 : Jean-Jacques Greffet, directeur de recherche au Centre national de la recherche scientifique au laboratoire Charles Fabry de l'Institut d'optique[9]
- 2014 : Vincent Lafforgue, directeur de recherche au CNRS, laboratoire de mathématiques, analyse, probabilités, modélisation à l'université d'Orléans
- 2013 : David Guéry-Odelin, professeur à l’université Paul-Sabatier (Toulouse III)
- 2012 : Jean-Yves Chemin, professeur au laboratoire Jacques-Louis Lions à l'université Pierre-et-Marie-Curie
- 2011 : Christian Urbina, directeur de recherche au CNRS au Service de Physique de l’État Condensé (SPEC) du CEA à Saclay
- 2010 : Michel Ledoux, professeur à l’université Paul-Sabatier
- 2009 : Chris Westbrook, directeur de recherche au CNRS et responsable de l'équipe Optique atomique et nanomanipulation d'atomes du Laboratoire Charles Fabry de l'Institut d'Optique
- 2008 : Guy Métivier
- 2007 : Vladimir Kazakov, professeur à l’université Pierre-et-Marie-Curie au laboratoire de physique théorique de l’École normale supérieure de Paris et Ivan Kostov, chercheur au service de physique théorique au CEA à Saclay
- 2006 : Laurent Véron, professeur de mathématiques à l’université François-Rabelais à Tours
- 2005 : Jorge Kurchan, chercheur au CNRS, laboratoire de physique et mécanique des milieux hétérogènes, ESPCI
- 2004 : Guy David
- 2003 : Laurent Levy, professeur à l'université Joseph Fourier à Grenoble
- 2002 : Zoghman Mebkhout et Jean-Pierre Wolf
- 2001 : Arnaud Beauville et Eduardo De Rafaël
- 2000 : Christian Bonatti
- 1999 : Jocelyne Guéna
- 1998 : Patrick Gérard
- 1997 : Guillaume Unal
- 1996 : Claire Voisin, mathématicienne
- 1995 : Patrick Aurenche
- 1994 : Jean Lannes
- 1993 : Jean-Paul Desclaux
- 1992 : Gilles Lebeau, mathématicien
- 1991 : Vincent Hakim (de)
- 1990 : Étienne Ghys
- 1989 : Jacques Chappert
- 1988 : Anthony Joseph
- 1987 : Georges Amsel
- 1986 : Michel Talagrand
- 1985 : Jean-Claude Keller
- 1984 : Jean-Luc Brylinski
- 1983 : Alain Aspect
- 1982 : Thierry Aubin
- 1981 : Éliane Luc-Koenig
- 1980 : François Bruhat
- 1979 : Marcel Perrot
- 1978 : Michaël Herman
- 1977 : Marc Lefort
- 1976 : Jacques Deny
- 1975 : Patrick Fleury, Jean-Pierre Pozzi et Michèle Neuilly
- 1974 : Jacqueline Lelong-Ferrand
- 1973 : Pierre Verdier et Bernard Marais
- 1972 : Paul Malliavin et Jean-Pierre Kahane
- 1971 : Joseph Taillet et Serge Feneuille
- 1970 : Bernard Malgrange, André Néron et Jean Cerf
- 1969 : Roland Barloutaud et Simon Gerstenkorn
- 1968 : Marcel Brelot et Michel Hervé